# Clifford Rozier
Pour les articles homonymes, voir Rozier.
Clifford Glen Rozier II, né le 31 octobre 1972 à Bradenton en Floride et mort le 6 juillet 2018 en Floride, est un joueur américain de basket-ball. Il évoluait aux postes d'ailier fort et de pivot.